# بام (إسفراين)
بام (بالفارسية: بام) هي قرية تقع في قسم بام الريفي (مقاطعة إسفراين) في إيران. يقدر عدد سكانها بـ 1,474 نسمة .